# Liga mistrů CAF 2010
Ročník 2010 Ligy mistrů CAF byl 14. ročníkem klubové soutěže pro nejlepší africké fotbalové týmy. Vítězem se stal tým TP Mazembe, který obhájil titul a zároveň postoupil na Mistrovství světa ve fotbale klubů 2010.

## Předkolo
Zápasy hrány od 12. do 28. února.
| Domácí v 1. zápase          | Celkem  | Hosté v 1. zápase           | 1. zápas | 2. zápas |
| --------------------------- | ------- | --------------------------- | -------- | -------- |
| APR FC                      | 3:2     | Recreativo de Libolo        | 2:2      | 1:0      |
| Djoliba AC                  | 1:0     | Al-Ahly Banghazi            | 1:0      | 0:0      |
| ASC Linguère                | 6:2     | Asante Kotoko               | 2:0      | 4:2      |
| Sofapaka FC                 | 0:2     | Ismaily SC                  | 0:0      | 0:2      |
| US Stade Tamponnaise        | 5:2     | Ajesaia                     | 2:1      | 3:1      |
| –1                          | –       | Africa Sports National      | –        | –        |
| Fello Star Labé             | 2:4     | Raja Casablanca             | 1:3      | 1:1      |
| Sony Elá Nguema             | 3:9     | Atlético Petróleos Luanda   | 2:3      | 1:6      |
| Sahel SC                    | 2:2 (v) | Club Africain Tunis         | 2:1      | 0:1      |
| FC Armed Forces             | 1:5     | JS Kabylie                  | 1:2      | 0:3      |
| Gazelle FC                  | 3:2     | Bayelsa United              | 1:0      | 2:2      |
| Saint-George SA             | 2:4     | Al-Merrikh Khartum          | 1:1      | 1:3      |
| East End Lions              | 4:5     | Espérance Sportive de Tunis | 2:2      | 2:3      |
| AS Stade Mandji             | 1:6     | ASFA-Yennenga Ouagadougou   | 0:2      | 1:4      |
| La Passe FC                 | 2:3     | Curepipe Starlight          | 1:0      | 1:3      |
| Gaborone United             | 2:2 (v) | Orlando Pirates             | 0:0      | 2:2      |
| Young Africans FC           | 2:4     | FC Saint Eloi Lupopo        | 2:3      | 0:1      |
| Mafunzo FC                  | 1:6     | Gunners FC                  | 1:2      | 0:4      |
| AS Tempête Mocaf            | 1:8     | Al-Ittihad Tripolis         | 1:2      | 0:6      |
| OS Balantas de Mansoa       | 0:3     | Difaâ d’El Jadida           | 0:0      | 0:3      |
| Uganda Revenue Authority SC | 1:4     | Zanaco FC                   | 1:0      | 0:4      |
| –1                          | –       | Union Douala                | –        | –        |
| Diables Noirs               | 3:4     | ES Sétif                    | 3:2      | 0:2      |
| Vital'O FC                  | 5:7     | Tiko United                 | 2:2      | 3:5      |
| Mbabane Swallows            | 3:5     | Supersport United           | 1:3      | 2:2      |
| CN de Mitsamiouli           | 4:9     | Clube Ferroviário de Maputo | 3:5      | 1:4      |

1 Země do soutěže nevyslala žádného zástupce.

## 1. kolo
Zápasy hrány mezi 19. březnem a 4. dubnem.
| Domácí v 1. zápase          | Celkem         | Hosté v 1. zápase           | 1. zápas | 2. zápas |
| --------------------------- | -------------- | --------------------------- | -------- | -------- |
| APR FC                      | 1:2            | TP Mazembe                  | 1:0      | 0:2      |
| Djoliba AC                  | 5:3            | ASC Linguère                | 1:0      | 4:3      |
| Ismaily SC                  | 4:2            | US Stade Tamponnaise        | 3:1      | 0:1      |
| Africa Sports National      | 1:4            | Al-Hilal Khartum            | 0:0      | 1:4      |
| Raja Casablanca             | 1:2            | Atlético Petróleos Luanda   | 1:1      | 0:1      |
| Club Africain Tunis         | 1:2            | JS Kabylie                  | 1:1      | 0:1      |
| Gazelle FC                  | 1:3            | Al-Merrikh Khartum          | 1:1      | 0:2      |
| Espérance Sportive de Tunis | 7:2            | ASFA-Yennenga Ouagadougou   | 4:1      | 3:1      |
| Curepipe Starlight          | 0:6            | Gaborone United             | 0:3      | 0:3      |
| FC Saint Eloi Lupopo        | 0:2            | Dynamos FC                  | 0:1      | 0:1      |
| Gunners FC                  | 1:2            | Al-Ahly SC                  | 1:0      | 0:2      |
| Al-Ittihad Tripolis         | 2:2 (4:3 pen.) | Difaâ d'El Jadida           | 1:1      | 1:1      |
| Zanaco FC                   | 2:1            | ASEC Mimosas                | 1:0      | 1:1      |
| Union Douala                | 0:7            | ES Sétif                    | 0:2      | 0:5      |
| Tiko United                 | 3:3 (v)        | Heartland FC                | 2:2      | 1:1      |
| Supersport United           | 3:2            | Clube Ferroviário de Maputo | 3:0      | 0:2      |

## 2. kolo
Zápasy hrány od 23. dubna do 9. května. Poražení z této fáze postoupili do 3. kola Poháru CAF.
| Domácí v 1. zápase          | Celkem | Hosté v 1. zápase         | 1. zápas | 2. zápas |
| --------------------------- | ------ | ------------------------- | -------- | -------- |
| Al-Ittihad Tripolis         | 2:3    | Al-Ahly SC                | 2:0      | 0:3      |
| Espérance Sportive de Tunis | 4:1    | Al-Merrikh Khartum        | 3:0      | 1:1      |
| ES Sétif                    | 3:2    | Zanaco FC                 | 1:0      | 2:2      |
| Supersport United           | 2:4    | Heartland FC              | 1:1      | 1:3      |
| Djoliba AC                  | 0:4    | TP Mazembe                | 0:1      | 0:3      |
| JS Kabylie                  | 3:2    | Atlético Petróleos Luanda | 2:0      | 1:2      |
| Al-Hilal Khartum            | 1:4    | Ismaily SC                | 0:1      | 1:3      |
| Dynamos FC                  | 4:2    | Gaborone United           | 4:1      | 0:1      |

## Základní skupiny
Hráno mezi 18. červencem a 19. zářím.

### Skupina A
| Tým          | Z | V | R | P | VG | IG | +/- | B  |
| ------------ | - | - | - | - | -- | -- | --- | -- |
| Espérance ST | 6 | 4 | 1 | 1 | 9  | 4  | +5  | 13 |
| TP Mazembe   | 6 | 3 | 2 | 1 | 8  | 7  | +1  | 11 |
| ES Sétif     | 6 | 1 | 3 | 2 | 7  | 6  | +1  | 6  |
| Dynamos      | 6 | 1 | 0 | 5 | 2  | 9  | −7  | 3  |

|              | DYN | ESS | ESP | TPM |
| ------------ | --- | --- | --- | --- |
| Dynamos      | –   | 1–0 | 0–1 | 0–2 |
| ES Sétif     | 3–0 | –   | 0–1 | 0–0 |
| Espérance ST | 1–0 | 2–2 | –   | 3–0 |
| TP Mazembe   | 2–1 | 2–2 | 2–1 | –   |

### Skupina B
| Tým        | Z | V | R | P | VG | IG | +/- | B  |
| ---------- | - | - | - | - | -- | -- | --- | -- |
| JS Kabylie | 6 | 4 | 2 | 0 | 6  | 2  | +4  | 14 |
| Al-Ahly SC | 6 | 2 | 2 | 2 | 8  | 9  | −1  | 8  |
| Ismaily SC | 6 | 2 | 0 | 4 | 7  | 8  | −1  | 6  |
| Heartland  | 6 | 1 | 2 | 3 | 5  | 7  | −2  | 5  |

|            | AHL | HEA | ISM | JSK |
| ---------- | --- | --- | --- | --- |
| Al-Ahly SC | –   | 2–1 | 2–1 | 1–1 |
| Heartland  | 1–1 | –   | 2–1 | 1–1 |
| Ismaily SC | 4–2 | 1–0 | –   | 0–1 |
| JS Kabylie | 1–0 | 1–0 | 1–0 | –   |

## Semifinále
Hráno od 1. do 17. října.
| Domácí v 1. zápase | Celkem  | Hosté v 1. zápase | 1. zápas | 2. zápas |
| ------------------ | ------- | ----------------- | -------- | -------- |
| Al-Ahly SC         | 2:2 (v) | ES Tunis          | 2:1      | 0:1      |
| TP Mazembe         | 3:1     | JS Kabylie        | 3:1      | 0:0      |

## Finále
Úvodní zápas 31. října, odveta 13. listopadu.
| Domácí v 1. zápase | Celkem | Hosté v 1. zápase | 1. zápas | 2. zápas |
| ------------------ | ------ | ----------------- | -------- | -------- |
| TP Mazembe         | 6:1    | ES Tunis          | 5:0      | 1:1      |

| Liga mistrů CAF 2010 TP Mazembe Čtvrtý titul |